# 6161 Vojno-Yasenetsky
6161 Vojno-Yasenetsky là một tiểu hành tinh vành đai chính với chu kỳ quỹ đạo là 1699.2281256 ngày (4.65 năm).
Nó được phát hiện ngày 14 tháng 10 năm 1971.